# 岩石学
岩石学（がんせきがく、英語: petrology）とは、岩石全般を研究対象とする学問のことである。

## 分類
岩石学は記載岩石学（petrography）と岩石成因論（petrogenesis）などに分けられる。記載岩石学は、岩石の組織や構成鉱物などの記載や、岩石名の命名、岩石の分類を行う。一方、岩石成因論では、岩石の成因などの研究を行っていく。

## 研究史
岩石学の研究では、当初は肉眼など、その後は偏光顕微鏡を用いた記載岩石学的な研究が行われていた。その後19世紀後半になると、成因的な研究がはじめられていった。
現代では電子線マイクロアナライザなどを利用した化学的な分析も行われているが、薄片観察なども重要な研究方法の1つとして評価されている。